# Norma do supremo

Em matemática, sobretudo na análise real e na análise funcional, estudam-se espaços normados onde os pontos do espaço são funções.
A norma do supremo, também conhecida como norma uniforme, norma de Chebyshev ou norma infinito é uma norma definida no conjunto das funções reais limitadas.

## Definição
Seja {\displaystyle f:S\to \mathbb {R} } um função limitada, a norma do supremo é denotada {\displaystyle \|.\|_{\infty }} e definida por:
{\displaystyle \|f\|_{\infty }=\sup \left\{\,\left|f(x)\right|:x\in {\mbox{dominio}}\ {\mbox{de}}\ f\,\right\}.}
Em particular, para o caso de um vetor {\displaystyle x=(x_{1},...,x_{n})} em um espaço coordenado de dimensão finita, a norma leva a forma
{\displaystyle \|x\|_{\infty }=\max\{|x_{1}|,...,|x_{n}|\}.}

## Propriedades
A convergência de funções em norma do supremo equivale à convergência uniforme.